# ژان-میشل لابادی
ژان-میشل لابیدی (به فرانسوی: Jean-Michel Labadie) (زاده ۱۴ ژوئیه ۱۹۷۴) یک موسیقیدان فرانسوی، بیسیست کنونی گروه گوژیرا و پیشین گروه اویوکا (Oihuka) می‌باشد.